# Фітохімія
Фітохі́мія (англ. phytochemistry, рос. фитохимия) — розділ хімії, де вивчаються речовини, які знаходяться в рослинах. Прикладом, фітохімічними є речовини, екстраговані з рослинних тканин. Завданням фітохімії є створення високоефективних лікарських препаратів на основі речовин рослинного походження і екологічно чистих засобів захисту рослин.
Фітохімія часто як наука нерозривно пов'язана з фармакогнозією, однак, за кількістю та обсягом завдань і цілей ця наука безсумнівно самостійна.
Існує поняття «фітохімічні групи речовин». Це групи хімічних сполук, які є основними хімічними компонентами рослин. Залежно від них рослини поділяють на групи, які містять:
- слизи (алтей, подорожник);
- ефірні олії (ромашка, аніс);
- гіркоти (полин, аїр);
- кардіотонічні глікозиди (наперстянка, строфант);
- сапоніни (женьшень, каштан);
- флавоноїди (глід, липа);
- дубильні речовини (чорниця, дуб);
- алкалоїди (гармала, мак);
- вітаміни (шипшина, суниця);
- інші біологічно активні речовини (гарбуз, цибуля).